# 阿德拉达德阿萨
阿德拉达德阿萨，是西班牙卡斯蒂利亚-莱昂布尔戈斯省的一个市镇。总面积10平方公里，总人口272人（2001年），人口密度27人/平方公里。